# Nedrevågøya
Nedrevågøya est une petite île du Svalbard dans le Détroit d'Hinlopen. Elle fait partie de l'archipel des Rønnbeckøyane. Elle est située au nord-est du Cap Weyprecht.
Elle est formée de falaises de basalte atteignant 17 m d'altitude
Les îles les plus proches sont celles de Simonsenøya, située au nord-est et Carlsenøya, située 2,4 km à l'ouest.
L'île a été découverte en 1867 par Nils Fredrik Rønnbeck, un explorateur polaire suédo-norvégien.
L'île doit son nom à A. O. Nedrevaag, navigateur norvégien qui fit des observations géorgaphiques et météorologiques en Nouvelle-Zemble et Mer de Kara en 1870.
La faune de l'île se résume principalement aux ours polaires.